# Марк Гуаль
Марк Гуаль Уге (ісп. Marc Gual Huguet; нар. 13 березня 1996, Бадалона, Іспанія) — іспанський футболіст, нападник «Ріу Аве».

## Клубна кар'єра
Народився у Бадалоні, Каталонія. Навчався футболу у академіях клубів «Бадалона» та «Барселона», перш ніж приєднався до молодіжної команди «Еспаньйолу» у 2013 році.
4 жовтня 2015 року дебютував за резервну команду «Еспаньйола», зігравши проти «Валенсії Месталья» (1:1) у Сегунді Б. 3 січня 2016 року Гуаль забив свій перший гол га дорослому рівні, відзначившись у виїзній грі проти «Вільяреала Б» (2:2). 12 березня він забив дубль у домашньому матчі з «Олімпіком де Хатіва» (4:0).
9 листопада 2016 року Гуаль підписав трирічний контракт з іншою резервною командою «Севільєю Атлетіко», що грала у Сегунді, головним чином на заміну травмованим Карлосу Фернандесу та Мар'яну Шведу. Дебютував у другому іспанському дивізіоні через десять днів, почавши в старті й забивши другий гол своєї команди у виїзній грі проти «Мальорки» (2:2). 9 квітня 2017 року Гуаль зробив дубль у виїзній грі проти «Ельче» (2:3), а через сім днів він зробив хет-трик у домашньому матчі проти «Вальядоліда» (6:2).
9 серпня 2018 року Гуаль був відданий в оренду іншій команді з цього дивізіону — «Реалу Сарагосі» на один рік. Після її завершення, 28 червня наступного року, він приєднався до ще однієї команди Сегунди «Жирона», також на правах оренди. 30 січня 2020 року Гуаль перейшов у резервну команду столичного «Реалу» «Реал Мадрид Кастилья», на правах оренди до кінця сезону.
1 вересня 2020 року Марк уклав постійний дворічний контракт з «Алькорконом» з Сегунди. 7 січня 2022 року Гуаль розірвав контракт з « Алькором».
7 січня 2022 року Гуаль уклав контракт терміном на два з половиною роки з «Дніпром-1», ставши першим іспанським легіонером в історії клубу.

## Збірна
У вересні 2017 року Гуаля викликав Альберт Селадес, тренер молодіжної збірної Іспанії. Всього до кінця року Марк зіграв за цю збірну у 3 матчах.

## Титули і досягнення
- Володар Суперкубка Польщі (2):

«Легія»: 2023, 2025
- Володар Кубка Польщі (1):

«Легія»: 2024-25
- Найкращий бомбардир Чемпіонату Польщі (1):

«Ягеллонія»: 2022-23 (16 голів)